# Leptospermeae
Leptospermeae, tribus mirtovki smješten u potporodicu Myrtoideae. Pripada mu osam rodova. Opisan je 1827
Tribus je raširen po jugoistočnoj Aziji i oceaniji: Australija, Tasmanija, Novi Zeland, Nova Gvineja. 

## Rodovi
1. Homalospermum Schauer  (1 sp.)
2. Kunzea Rchb.  (60 spp.)
3. Asteromyrtus Schauer (7 spp.)
4. Pericalymma (Engl.) Endl. (4 spp.)
5. Agonis (DC.) Sweet  (5 spp.)
6. Taxandria (Benth.) J.R.Wheeler & N.G.Marchant  (11 spp.)
7. Neofabricia Joy Thomps. (3 spp.)
8. Leptospermum J.R.Forst. & G.Forst.  (87 spp.)